# Triplophysa edsinica
Triplophysa edsinica es una especie de peces de la familia Balitoridae en el orden de los Cypriniformes.

## Distribución geográfica
Se encuentran en Asia.

## Hábitat
Es un pez de agua dulce.